# František Bürger-Bartoš
František Bürger-Bartoš (25. listopadu 1898 v Čertyni – 15. října 1964 v Praze) byl za první světové války příslušníkem československých legií na italské frontě. Po první světové válce vstoupil se zkušenostmi zpravodajce do československé prvorepublikové armády a dosáhl důstojnické hodnosti (podplukovník generálního štábu). Za protektorátu se účastnil (v řadách vojenské ilegální organizace Obrana národa) protiněmeckého odboje. V  Pražském květnovém povstání roku 1945 zastával funkci náčelníka štábu Vojenského velitelství Velké Prahy a organizoval bojovou činnost pražských povstalců. Po druhé světové válce byl povýšen do hodnosti brigádního generála, ale na samém začátku 50. let dvacátého století se stal politickým vězněm a byl dokonce degradován na vojína. Koncem roku 1957 byl zproštěn obžaloby a byla mu navrácena generálská hodnost. O pět let později ochrnul po mozkové mrtvici a poslední dva roky svého života prožil upoután na lůžko.

## Životopis

### Studia a první světová válka
Otec Františka Bürgera byl chalupník a nájemce hostince v Čertyni. František pocházel ze sedmi dětí. Ještě než stačil složit maturitu na reálném gymnáziu v Českých Budějovicích, byl povolán (8. května 1916) jako ani ne osmnáctiletý do rakousko-uherské armády. V hodnosti desátníka padl v srpnu 1917 do zajetí a v zajateckém táboře Padula sa přihlásil do československých legií. Za půl roku (12. března 1918) byl František Bürger zařazen do výzvědného oddílu a s ním následně k III. italské armádě. Do srpna 1918 působil mezi "výzvědčíky" na řece Piavě. Pak jej poslali do důstojnické školy v Modeně. Tu dokončil 1. prosince 1918 v hodností podporučíka. Do Československa se vrátil jako velitel čety 35. pluku italských legií. Za účast v první světové válce byl vyznamenán italským válečným křížem a italskými medailemi za válečnou námahu a sjednocení Itálie.

### V prvorepublikové armádě
Po návratu do vlasti se František Bürger (jako poručík) zúčastnil bojů o Těšínsko (19. ledna 1919 – 26. února 1919) a poté i bojů o jižní Slovensko proti Maďarské republice rad (27. dubna 1919 – 1. srpna 1919). Po splnění vojenských úkolů si zvolil kariéru československého důstojníka - vojáka z povolání. Vysokou školu válečnou v Praze dokončil v roce 1928 s velmi dobrým prospěchem. Bylo mu třicet let, měl hodnost kapitána, disponoval slušnými jazykovými znalostmi (němčina, italština, francouzština a maďarština) a oplýval zkušenostmi ze zpravodajské služby. V následujícím roce (1929) prošel zpravodajským kurzem hlavního štábu.
Dne 1. října 1937 byl František Bürger (již v hodnosti podplukovníka generálního štábu) jmenován náčelníkem štábu 5. pěší divize v Českých Budějovicích. Za branné pohotovosti státu (září 1938) zastával funkci náčelníka štábu Hraniční oblasti 31.

### Protektorát
Po Mnichovu a německé okupaci (a po likvidaci československé armády) odešel František Bürger z jižních Čech do Prahy. Zapojení do práce ve vojenské ilegální odbojové organizaci Obrana národa (ON) a spolupráce s předsedou protektorátní vlády generálem Aloisem Eliášem bylo pro Františka Bürgera logickou volbou. V Praze se Bürger stal úředníkem pensijního oddělení ministerstva financí, kde kolem sebe shromáždil zde zaměstnané bývalé důstojníky. Ti se kromě "práce pro ministerstvo" věnovali i ilegální činnosti. Podle rodné chalupy používal František Bürger krycí jméno "Bartoš" a stejné jméno dostala i jeho ilegální odbojová skupina – "Bartoš". Tato zpravodajská skupina byla dobře zakonspirovaná, fungovala v rámci ON a pracovala po dobu několika let prakticky nezasažena represivními údery německých bezpečnostních složek (gestapo, sicherheitsdienst). Po zatčení velitele třetí garnitury Obrany národa – generála Zdeňka Nováka (22. června 1944) začal František Bürger samostatně připravovat vojenskou akci proti okupantům v Praze. Za tím účelem vešel (počínaje srpnem 1944) ve spojení s generálem Karlem Kutlvašrem. Bürger do své skupiny verboval bývalé legionáře, policisty, četníky, příslušníky Finanční stráže, Vládního vojska a Technické nouzové pomoci. Prostřednictvím generála Františka Slunečka se mu podařilo navázat kontakt se Sověty, a ti zařídili dvě dodávky zbraní pro povstalce (27. dubna a dále v průběhu povstání).
Na konci druhé světové války byla skupina "Bartoš" jednou z mála akceschopných pražských ilegálních organizací. Jejím přičiněním tak byla v této době v Praze připravena základní povstalecká velitelská struktura. Dále činností skupiny "Bartoš" vzniklo v hlavním krytu pražské protiletecké ochranné policie (podzemí v Bartolomějské ulici číslo 5 ) strategické stanoviště pro efektivní řízení květnového povstání 1945 ve Velké Praze. Skupina se v květnu 1945 stala základem povstaleckého Vojenského velitelství Velké Prahy, kterému velel Karel Kutlvašr; Bürger se ujal funkce náčelníka štábu velitelství.

### Po druhé světové válce

#### Od května 1945 do Února 1948
Po osvobození Československa František Bürger přijal (společně se svou rodinou) za své občanské jméno oficiálně své odbojové krycí jméno "Bartoš". Velitelství Bartoš i Česká národní rada (ČNR) se staly terčem kritiky ze strany Sovětského svazu. Sovětům vadilo, že ČNR podepsala s Němci separátní kapitulaci, tzv. Protokol o provedení formy kapitulace německých branných sil, a umožnila jim odejít do amerického zajetí. Dále sovětům vadilo jednání ČNR s Ruskou osvobozeneckou armádou (vlasovci) o jejím zapojení do bojů v Praze na straně povstalců. Sověti považovali vlasovce za zrádce. Už 31. května 1945 sdělili ústy sovětského velvyslance Valeriana Zorina Fierlingerově vládě, že k představitelům odboje včetně Bürgera nemají důvěru, a požadovali jejich odvolání.  Vláda se požadavkům Sovětů podvolila a uložila ministerstvu obrany, aby Bürgera penzionovalo, Vojenská rada (poradní orgán vlády) však doporučila, aby pro své velké zásluhy o odboj zůstal. Bürger pokračoval v práci pro československou armádu ve funkci náčelníka štábu I. armádního sboru. Také byl povýšen do hodnosti brigádního generála.
Počátkem roku 1946 postupně narůstal v poválečné společnosti vliv Obranného zpravodajství (OBZ), sovětské NKVD a KSČ. To se projevilo nejen v osobě a vlivu Bedřicha Reicina, ale především v oficiálním "tažení" proti osobnostem tzv. demokratického odboje. Byli to většinou bývalí legionáři a prvorepublikoví důstojníci vyšších hodností, kteří aktivně působili za protektorátu jako členové nekomunistických protiněmeckých ilegálních organizací. Cílem Obranného zpravodajství bylo ovládnutí československých armádních struktur, kde tyto výrazné osobnosti a silné individuality s frontovými zkušenostmi zastávali těsně po válce velitelské pozice.
Jednou z mnoha obětí tohoto komunistického "honu na čarodějnice" byl i František Bürger. Jako jeden z hlavních činitelů Pražského květnového povstání 1945 byl už začátkem roku 1946 „uklizen“. Nejprve byl pověřen funkcí velitele československé vojenské mise při spojenecké kontrolní komisi v Budapešti. Tady kromě činnosti vojenského přidělence sledoval agendu poválečné repatriace československého státního a vojenského materiálu. Po třinácti měsících působení v Budapešti byl přeložen do Paříže na místo československého vojenského atašé u francouzské vlády.

#### Od Února 1948 do roku října 1964
Po Únoru 1948 byl František Bürger v září roku 1948 povolán z Paříže do Prahy, kde byl ustanoven velitelem Nejvyšší vojenské akademie. Ale již po roce působení v této funkci byl (v říjnu 1949) odeslán na tzv. nucenou dovolenou s čekaným. Místo logicky očekávaného odchodu do výslužby byl 3. května 1950 zatčen orgány StB. Při prohlídce byly v jeho bytě nalezeny letecké snímky z předmnichovského období. To bylo tendenčně interpretováno jako „přečin nedbalého uchovávání státního tajemství". Následoval soud, jehož verdiktem byla degradace do hodnosti vojína a trest ve výši osmi měsíců vězení. Ani po odpykání trestu nebyl František Bürger propuštěn z komunistických kriminálů na svobodu. Až do 3. ledna 1953 byl vězněn v Pardubicích, Jáchymově a Příbrami.
Po propuštění z výkonu trestu se František Bürger vrátil do Prahy, kde pracoval jako úředník ve Státním pedagogickém nakladatelství (SPN). V listopadu 1957 jej Nejvyšší soud zprostil původní obžaloby a Františku Bürgerovi byla vrácena generálská hodnost. V roce 1962 jej postihl záchvat mozkové mrtvice a ochrnul na levou část těla. Až do své smrti byl upoután na lůžko.

## Pamětní deska na Ministerstvu financí
V budově Ministerstva financí (na adrese Praha 1, Letenská 15/525, Malá Strana) se nachází pamětní deska věnovaná obětem druhé světové válka. Na pamětní desce je nápis: 
1945 – 2005

V TÉTO BUDOVĚ V LETECH NACISTICKÉ
OKUPACE PŮSOBILA MEZI ZAMĚSTNANCI
MINISTERSTVA FINANCÍ DŮSTOJNICKÁ
ILEGÁLNÍ SKUPINA „BARTOŠ“, KTERÁ SE
VÝZNAMNÝM ZPŮSOBEM PODÍLELA NA
PŘÍPRAVÁCH PRAŽSKÉHO POVSTÁNÍ.

V JEJÍM ČELE STÁL BÝVALÝ LEGIONÁŘ
PPLK. GŠT. FRANTIŠEK BÜRGER – BARTOŠ
(1898 – 1964), KTERÝ SE STAL V DOBĚ
PRAŽSKÉHO POVSTÁNÍ V KVĚTNU 1945
NÁČELNÍKEM ŠTÁBU VOJENSKÉHO
VELITELSTVÍ VELKÉ PRAHY.
text na pamětní desce